# Teoria flogistonu
Teoria flogistonu (φλογιστόν) – teoria mechanizmu spalania powstała w XVII w., wywodząca się z wcześniejszych koncepcji alchemicznych. Zakładała występowanie w ciałach palnych substancji zwanej flogistonem. Późniejsze prace eksperymentalne, m.in. Łomonosowa i Lavoisiera, wykazały, że jest ona całkowicie błędna.

## Początki teorii
W 1669 r. niemiecki chemik Johann Joachim Becher (1635-1682) przedstawił pogląd, iż ciała stałe składają się z trzech rodzajów „ziemi”. Jeden rodzaj nosił nazwę terra pinguis – „ziemia tłusta”, która miała powodować zjawisko spalania. Kontynuatorem tej teorii był niemiecki chemik i fizyk Georg E. Stahl (1660-1734), który czynnik odpowiedzialny za palenie nazwał flogistonem od greckiego słowa φλογιστός (phlogistós) co oznacza „palny”. Twierdził on, że substancje palne są bogate we flogiston, który tracą w procesie spalania. Stahl uważał, iż flogiston zawarty jest nie tylko w materiałach palnych, jak drewno, lecz także w metalach. Te, które rdzewieją, zawierają flogiston, a metale szlachetne są flogistonu pozbawione. To pociągało za sobą wyjaśnienie procesu pozyskiwania metali z rud. Według tej teorii ruda metalu ubogiego we flogiston, ogrzewana z węglem drzewnym, pobiera od węgla flogiston. Węgiel po utracie flogistonu zmienia się w niepalny popiół, a ruda ulega zmianie w bogaty we flogiston metal. Powietrze uczestniczące w tym procesie jest tylko przenośnikiem flogistonu. Odkrycie roli tlenu w spalaniu tłumaczono jako „rozpuszczanie się” flogistonu w tlenie.

## Krytyka
Teorię Stahla krytykował holenderski fizyk Herman Boerhaave (1668-1738), który twierdził, że spalanie i rdzewienie są dwoma odrębnymi zjawiskami z powodu braku płomienia w drugim przypadku. Stahl odpierał zarzuty, wykazując, że w przypadku spalania utrata flogistonu jest gwałtowna, a w przypadku rdzewienia powolna, przez co płomień jest niewidoczny. Paradoksalnie, w tym przypadku miał częściowo rację, gdyż współcześnie oba te procesy opisuje się jako reakcje utleniania. Spalanie to szybkie utlenianie, a korozja to utlenianie powolne. Teoria Stahla była uznawana przez praktycznie cały wiek XVIII, mimo oczywistej niekonsekwencji: zgodnie z nią przy spalaniu i rdzewieniu metali powinna następować utrata flogistonu, gdy tymczasem ruda (uboższa we flogiston) jest cięższa niż uzyskany z niej metal (bogatszy we flogiston). Ten kontrargument na istnienie flogistonu położył podwaliny pod ilościową definicję pierwiastka sformułowaną przez Lavoisiera. Zwolennicy teorii flogistonu próbowali ratować swoją koncepcję, postulując istnienie dwóch odmian flogistonu – o „masie” dodatniej i ujemnej.

## Obalenie
Obalenie tej teorii przypisuje się uczonym Michaiłowi Łomonosowowi i Lavoisierowi, którzy (eksperymentując niezależnie od siebie) ogrzewali metale w zamkniętym naczyniu, ważąc układ (metal, naczynie z powietrzem, rdzę) przed i po doświadczeniu. Ponieważ ciężar był taki sam, a w naczyniu pojawiało się podciśnienie, Lavoisier stwierdził, iż proces rdzewienia polega na łączeniu metalu z jednym ze składników powietrza, który został nazwany przez niego tlenem. Analogicznie, wytapianie metalu to przejście tlenu z rudy do węgla. Przy okazji Lavoisier zaproponował też prawo zachowania masy, które stwierdza, że „w przyrodzie nic nie ginie” i nie ma niczego, co by miało ujemną masę. Zasada ta obowiązuje do dzisiaj (z pewną modyfikacją wynikającą z równoważności masy i energii) i stanowi jeden z podstawowych paradygmatów współczesnej nauki.
Wielu historyków nauki uważa, że odrzucenie teorii flogistonu było początkiem współczesnej chemii. Flogiston należy odróżnić od innego fluidu osiemnastowiecznej nauki – fluidu ciepła (w polskiej terminologii autorstwa Jędrzeja Śniadeckiego zwanego „cieplikiem”).